# パウル・ドクトール
パウル・ドクトール（Paul Doktor, 1919年3月28日 - 1989年6月21日）は、オーストリア出身のヴィオラ奏者。
ウィーンの生まれ。ブッシュ四重奏団のメンバーだった父から音楽に手ほどきを受け、1938年にウィーン音楽院を卒業した。その後、アドルフ・ブッシュの主宰する室内管弦楽団にヴィオラ奏者として入団。1942年にジュネーヴ国際音楽コンクールのヴィオラ部門で優勝した。その後ルツェルンでヴィオラ奏者として活動した後、1947年にアメリカに移住し、ミシガン州立大学でヴィオラの講師を務めた。1952年に市民権を取得し、マネス大学やジュリアード音楽院で教鞭をとり、ロココ・アンサンブルや新ニューヨーク弦楽三重奏団などを結成して演奏活動を継続した。
ニューヨークで心臓発作の為に死去。

## 註
| スタブアイコン | サブスタブ | この項目は、まだ閲覧者の調べものの参照としては役立たない、音楽関係者（バンド等）に関連した書きかけの項目です。この項目を加筆・訂正などしてくださる協力者を求めています（P:音楽/PJ:芸能人）。 |